# Усть-Качкинцев, Виктор Фёдорович
Ви́ктор Фёдорович Усть-Ка́чкинцев (24 января 1905, Лысьва, Пермская губерния — 29 января 1976, Пермь) — советский химик, декан химического факультета (1938—1948), проректор по научной работе (1950—1956), заведующий кафедрой физической химии (1951—1975) Пермского университета. Основатель научной школы физико-химического анализа двойных жидкостных систем, взаимной растворимости жидкостей в трехкомпонентных структурах, коагуляции гидрофобных коллоидных растворов смесями электролитов.

## Биография
Ещё будучи учеником школы, работал в должности младшего лаборанта заводской лаборатории Лысьвенского металлургического завода под руководством известного на Урале химика Е. В. Куклина.
В 1924—1929 годах обучался на химико-фармацевтическом отделении медицинского факультета Пермского университета (отделение возглавлял тогда Н. И. Кромер). Окончил университет, защитив дипломную работу на тему: «Электропроводность двойных жидких систем», которую высоко оценил профессор Н. А. Трифонов, отметивший, что в России по данной тематике это всего лишь шестое научное исследование после академика Д. П. Коновалова (1880-е годы) и самого Трифонова (1920-е годы).
Уже начиная со второго курса университета Виктор Фёдорович работал препаратором, затем — лаборантом кафедры аналитической химии. С 1928 года (ещё до окончания университета) — работал в Пермском научно-биологическом институте в качестве гидрохимика.
В 1930 году, минуя аспирантуру, В. Ф. Усть-Качкинцев становится ассистентом кафедры аналитической химии Пермского университета.
Научные интересы его формировались под влиянием профессора Н. А. Трифонова, который в 1927 году возглавлял кафедру физической химии. Ученик и последователь академика Н. С. Курнакова, он с первых дней пребывания в университете развернул работы по физико-химическому анализу двойных жидких систем.
В 1932 году В. Ф. Усть-Качкинцев вместе с Р. В. Мерцлиным переехал в Москву, где работал старшим научным сотрудником в исследовательском институте под руководством своего научного наставника Н. А. Трифонова. Вместе они продолжали работу, связанную преимущественно с применением методов физико-химического анализа. По результатам её в 1933—1936 годах было опубликовано несколько статей.
В 1936 году приглашён на должность доцента кафедры физической химии в Пермский университет; заведующий кафедрой М. Н. Полукаров поручил Виктору Федоровичу чтение семи спецкурсов. Несмотря на небольшой опыт, молодой преподаватель успешно справлялся с нагрузкой, заслужив репутацию хорошего лектора. В то же время он не прекращал работы по изучению взаимной растворимости жидкостей в трехкомпонентных структурах. Эта работа получила высокую оценку академика Курнакова, профессора Н. Н. Ефимова и других видных учёных.
В 1939 году по совокупности опубликованных работ советом Ленинградского университета Виктору Федоровичу была присуждена без защиты учёная степень кандидата химических наук.
С 1938 по 1948 годы — декан химического факультета Пермского университета (затем эту должность наследует И. И. Лапкин, также будущий проректор по научной работе).
В период Великой Отечественной войны Виктор Фёдорович принял активное участие в организации лаборатории по изготовлению лечебных препаратов для госпиталей области, давал консультации работникам оборонных предприятий, читал лекции жителям городов.
С 1948 по 1950 годы — директор Естественно-научного института при Пермском университете, приняв эту должность от известного зоолога Д. Е. Харитонова и передав затем ботанику, географу А. И. Оборину.
В 1950—1956 годах — проректор по научной работе Пермского университета. При этом когда ректор А. И. Букирев уезжал в командировку или уходил в отпуск, обязанности ректора возлагались на В. Ф. Усть-Качкинцева. Заняв должность проректора по научной работе после своего коллеги Р. В. Мерцлина, он затем передал её ботанику Ф. В. Бынову.
С августа 1951 по 1975 годы руководил кафедрой физической химии в Пермском университете.
Интенсивная научная деятельность по изучению коагуляционной способности смесей электролитов в связи с решением проблемы коллоидного антагонизма позволила Виктору Федоровичу защитить в 1947 году докторскую диссертацию «Коагуляция гидрофобных коллоидных растворов смесями электролитов».
Дочь учёного Светлана, в 1958 году окончила физико-математический факультет ПГУ по специальности «физик-теоретик», позднее работала старшим преподавателем кафедры высшей математики.
28 января 1976 года В. Ф. Усть-Качкинцев принял последний экзамен за первый семестр, 29 января его не стало.

## Научные работы
- Применение родизоната натрия для объемного определения сульфатов // Труды VI Менделеевского съезда. 1931. С.23.
- К вопросу о действии разбавленной соляной кислоты на фос- фориты/соавт. В. Я. Аносов // Журн. прикл. химии. 1932. Т. 6, № 2. С. 228—239.
- К вопросу об утилизации слабой соляной кислоты, образующейся при производстве кремнефтористого натрия/соавт. B. Я. Аносов // Там же. 1932. Т. 6, № 4. С. 630—632.
- Электропроводность системы уксусный ангидрид — вода / соавт. Н. А. Трифонов // Журн. физ. химии. 1934. Т. 5, вып. 9. C. 1215—1221.
- Электропроводность системы этилендиамин — вода // Там же. Вып. 10. С. 1391—1396.
- Поверхностное натяжение и рефракция системы этилендиамин — вода в связи с её другими свойствами // Там же. Т. 6, вып. 1. С. 67—72.
- К критике некоторых экспериментальных работ по физикохимическому анализу двойных систем // Журн. общей химии. 1935. Т. 5, вып. 7. С. 892—898.
- К вопросу расслаиваемости двойных жидких систем / соавт. Р. В. Мерцлин // Там же. Вып. 6. С. 771—778.
- Гомогенизация аминами некоторых водноаминовых систем с верхней критической температурой расслаивания / соавт. Р. В. Мерцлин // Там же. Вып. 7. С. 904—919.
- Гомогенизирующие свойства двойных жидких систем. I. Расслаивание в четверной системе: вода — анилин — пиридин — пиперидин / соавт. Р. В. Мерцлин // Там же. 1936. Т.6, вып 1. С. 15—21.
- Гомогенизирующие свойства двойных жидких систем. II. Расслаивание в четверной системе: вода — анилин — пиридин — уксусная кислота / соавт. Р. В. Мерцлин // Там же. С. 22—26.
- Гомогенизирующие свойства двойных жидких систем. III. Расслаивание в четверной системе: вода — анилин — пиперидин -уксусная кислота / соавт. Р. В. Мерцлин // Там же. С. 27—31.
- Гомогенизирующие свойства двойных жидких систем. IV. Расслаивание в четверной системе: вода — диметиланилин — пиперидин — аллиловое горчичное масло/ соавт. Р. В. Мерцлин // Там же. С. 32—36.
- Применение физико-химических констант для анализа концентрации // Заводская лаборатория. 1937. № 6. С. 1065—1070.
- Расслаивание в трехкомпонентных системах. Сообщ. I // Журн. обшей химии. 1937. Т. 7, вып. 15. С. 2063—2068.
- Расслаивание в трехкомпонентных системах. Сообщ. II // Там же. С. 2069—2079.
- Расслаивание в трехкомпонентных системах. Сообщ. III // Там же. Вып. 20-21. С. 2620—2625.
- Расслаивание в трехкомпонентных системах. Сообщ. IV. Системы вода — эфир — кислоты/ соавт. П. А. Хлебников // Там же. 1939. Т. 9, вып. 19. С. 1742—1748.
- Расслаивание в трехкомпонентных системах. Сообщ. V // Там же. С. 1749—1751.
- Коагулирующее действие двойных систем. Сообщ. 1 // Там же. Вып. 20. С. 1887—1898.
- Коагулирующее действие двойных систем. Сообщ. 2 // Там же. 1941. Т. 11. С. 1199.
- Электропроводность системы серная кислота — вода / соавт. А. М. Жданов // Изв. сектора физ.-хим. анализа. 1941. Т. 15. С. 205—210.
- Электропроводность систем, образованных водой с фенолом, пиперидином и хлоралем / соавт. Н. А. Трифонов, Б. Я. Тейтельбаум // Журн. физ. химии. 1947. Т. 21, вып. 6. С. 735—743.
- К вопросу о количественном выражении антагонизма при коагуляции коллоидных растворов смесями электролитов // Изв. Ест-науч. ин-та при Перм. гос. ун-те. 1947. Т. 12, вып. 4. С. 135—143.
- Коагуляция гидрофобных коллоидов смесями электролитов // Бюлл. о-ва им. Д. И. Менделеева. 1948. 1. С. 35
- Электропроводность системы пиридин — вода/соавт. Н. А. Трифонов // Журн. физ. химии. 1948. Т. 22, № 6. С. 747—752.
- О построении диаграмм коагуляции коллоидных растворов смесями электролитов // Изв. Ест.-науч. ин-та при Перм. гос. ун-те. 1949. Т. 12, вып. 9. С. 361—371.
- О диаграммах коагуляции смесями с химическим взаимодействием // Изв. Ест.-науч. ин-та при Молотов, гос. ун-те. 1949. Т. 12, вып. 9. С. 373—384.
- Коагуляция коллоидных растворов смесями электролитов с разноименными ионами. Сообщ. 1 // Там же. 1952. Т. 13, вып. 6. С. 447—459.
- Коагуляция коллоидных растворов смесями электролитов с разноименными ионами. Сообщ. 2 // Там же. 1953. Т. 8, вып. 1. С. 135—139.
- Коагуляция коллоидных растворов смесями, содержащими потенциал определяющий электролит. Сообщ. I // Коллоид, журн. 1953. Т. 15, вып. 5. С. 394—400.
- Электропроводность системы пиперидин-аллиловое горчичное масло / соавт. Н. А. Трифонов, К. И. Самарина // Журн. физ. химии. 1955. Т. 29, вып. 3. С. 513—517.
- Светопоглощение двойных систем /соавт. А. В. Любимова // Учен. зап. Молотов, ун-та. 1955. Т. 9, вып. 4. С. 101—112.
- Светопоглощение тройных систем / соавт. А. В. Любимова // Изв. Ест.-науч. ин-та при Перм. гос. ун-те. 1960. Т. 14, вып. 4. С. 57—65.
- Коагуляция коллоидных растворов смесями, содержащими потенциалопределяющий электролит // Там же. С. 51—55.
- О взаимодействии роданистых эфиров с аминами / соавт. Л. Л. Коновалова // Журн. общей химии. I960. Т.30, вып. 1. С. 245—250.
- Коагуляция коллоидных растворов смесями, содержащими потенциалопределяющий электролит // Учен. зап. Перм. ун-та. 1961. Т. 19, вып. 1.С. 59—61.
- О применении высокочастотного метода в физико-химическом анализе/ соавт. Ф. Р. Вержбицкий // Там же. С. 55-58.
- 39. Определение толщины тонких металлических покрытий электрографическим методом / соавт. Ф. Р. Вержбицкий // Там же. 1963. Т. 25, вып. 2. С. 28—33.
- Электрохимическое поведение эмалевого электрода / соавт. А. Г. Кокшаров // Там же. С. 48—50.
- Электродные свойства натриево-вольфрамовых бронз / соавт. А. Г. Кокшаров // Там же. 1964. № 111. С. 63—69.
- Исследование двойных систем высокочастотным методом / соавт. Ф. Р. Вержбицкий // Там же. С. 18—23.
- Исследование полиморфизма высокочастотным методом / соавт. Ф. Р. Вержбицкий // Там же. С. 24—28.
- Полярографическое поведение фенилгидразидов дибутил- и дифенилгликолевой кислот и некоторых их производных / соавт. И. С. Берлинский, Г. С. Посягин // Там же. 1966. № 141. С. 320—326.
- Полярографическое изучение кинетики бензоилирования арилгидразидов дибутилгликолевой кислоты/ соавт. И. С. Берлинский, Г. С. Посягин // Там же. С. 327—333.
- Исследование растворимости в двойных и тройных системах/ соавт. Ю. А. Щуров // Там же. С. 56—63.
- Исследование цис-транс-переходов высокочастотным методом // соавт. Ф. Р. Вержбицкий // Там же. С. 64—73.
- Исследование процессов плавления-затвередевания высокочастотным методом // соавт. Ф. Р. Вержбицкий // Там же. № 159. С. 60—71.
- Исследование двойных неметаллических систем с непрерывным рядом твердых растворов высокочастотным методом / соавт. Ф. Р. Вержбицкий // Там же. С. 72—77.
- Исследование изотерм растворимости системы сульфат магния — мочевина — вода и сульфат кобальта — мочевина — вода высокочастотным методом / соавт. Ю. А. Щуров // Там же. С. 84—89.
- Электродные свойства стронциево-ниобиевой бронзы / соавт. А. Г. Кокшаров // Изв. вузов. Химия и хим. технол. 1967. № 2. С. 241—345.
- Бесконтактное измерение электрических свойств на высоки- частотах в физико-химическом анализе // соавт. Ф. Р. Вержбицкий // 11 симпозиум по физ.-хим. анализу жидких систем: тез. докл. Яремча, 1967. С. 65.
- Кинетика бензоилирования арилгидразидов бензиловой кислоты / соавт. И. С. Берлинский, Г. С. Посягин, Н. Ф. Глухов // Реакционная способность органических соединений. Тарту, 1967. Т. 4, вып. 1(11). С. 9—15.
- Кинетика бензоилирования фенилгидразидов диарил- и диалкилгликолевой и уксусной кислот/ соавт. И. С. Берлинский, Г. С. Посягин // Там же. Вып. 2(12). С. 330—336.
- Кинетика бензоилирования ортозамещенных фенилгидразидов бензиловой кислоты/ соавт. И. С. Берлинский, Г. С. Посягин, Н. Ф. Глухов // Реакционная способность органических соединений. Тарту, 1968. Т. 5, вып. 2(16). С.350—356.
- Алкилирование арилгидразидов диарил- и дибутилгликолевых кислот / соавт. И. С. Берлинский, Е. Ю. Посягина, Г. С. Посягин // Журн. орган, химии. 1968. Т. 4, № 1. С. 91—96.
- Некоторые итоги исследования солевых систем бесконтактным методом на высоких частотах/ соавт. Ф. Р. Вержбицкий // Физико-химический анализ: тез. докл II республ. конф. Ростов н/Д, 1968. С. 205—207.
- О некоторых аномальных свойствах твердых эвтектик/ соавт. Ф. Р. Вержбицкий // Учен. зап. Перм. ун-та. 1968. № 178. С. 92—103.
- Исследование политерм растворимости водно-солевых систем бесконтактным высокочастотным методом/ соавт. Ю. А. Щуров // Там же. 1970. № 207. С. 24—32.
- Определение состава равновесных фаз в жидких тройных системах высокочастотным методом/ соавт. Ю. А. Щуров, Н. Н. Дружинин // Там же. № 229. С. 44—51.
- Исследование реакций термического разложения бесконтактным методом на высоких частотах / соавт. Ф. Р. Вержбицкий, Т. М. Донских // Там же. С. 52—68.
- Исследование термического поведения изомеров шестиводного хлорида хрома высокочастотным методом/ соавт. Ф. Р. Вержбицкий, Т. М. Донских // Там же. С. 69—74.
- Изучение растворимости в неводных растворах бесконтактным методом на высоких частотах // соавт. Ю. А. Щуров, Ф. Р. Вержбицкий // Тез. II Всес. конф. по синтезу неорганических соединений в неводных средах. М., 1971. Т. 2. С. 122.
- Комплексное исследование реакций разложения твердых веществ термографическим и высокочастотным методами // соавт. Ф. Р. Вержбицкий, Т. М. Донских // V Всес. совещ. по термическому анализу: тез. докл. М., 1973. С. 58—59.
- О связи между структурными изменениями в процессе термического разложения моногидратов некоторых солей и оснований и характером поведения электрических свойств на высоких частотах / соавт. Ф. Р. Вержбицкий, Т. М. Донских // Учен. зап. Перм. ун-та. Химия. 1973. № 289. С. 57—62.
- Комплексное исследование реакций разложения твердых веществ термографическим и высокочастотным методами // соавт. Ф. Р. Вержбицкий, Т. М. Донских // Изв. Сибир. отд. АН СССР. Сер. хим. 1974. Вып. 4, № 9. С.42—45.
- Исследование реакций термического разложения аммиакатов галогенидов кобальта, никеля и меди бесконтактным высокочастотным методом/ соавт. Ф. Р. Вержбицкий, Т. М. Донских // CIII Всес. Чугаевское совещ. по химии комплексных соединений: тез. докл. Новосибирск, 1975. Ч. 3. С. 496.
- Физическая и коллоидная химия: учеб. пособие для студентов вузов / соавт. В. В. Кузнецов. М., 1976. 270 с.
- Исследование процессов обезвоживания кристаллогидратов методами высокочастотного, термографическогно и термовесового анализов/ соавт. Т. М. Донских, Ф. Р. Вержбицкий // V Всес. совещ. по физико-химическому анализу: тез. докл. М., 1976.С. 41-42.
- Исследование твердофазных реакций термографическим и высокочастотным методами/ соавт. Ф. Р. Вержбицкий, Г. Б. Петрова // VI Всес. совещ. по термическому анализу: тез. докл. М., 1976.
- 71.0 форме изотерм электрических свойств, снятых бесконтактным методом на высоких частотах/соавт. Ф. Р. Вержбицкий, Ю. А. Щуров // Производные пиразолона как аналитические реагенты. Методы физико-химического анализа. Пермь, 1976. С. 22—26.